# Montelabate

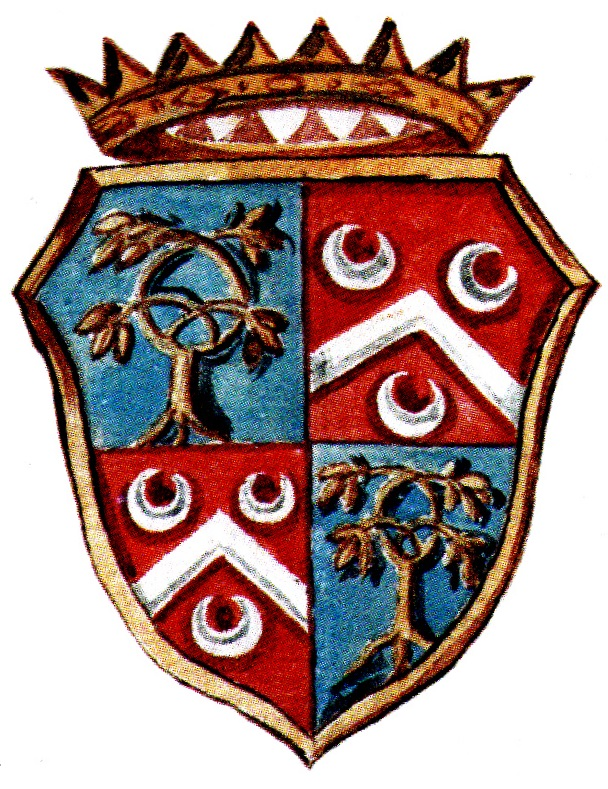
Wappen der Familie Montelabbate Della Rovere

Die Montelabate (auch Monte l'Abbate) oder Leonardi della Rovere Montelabate waren eine italienische Familie, die sich im 18. Jahrhundert in Mähren niederließ.

## Familiengeschichte

### Ursprung
Die Geschichte der Familie beginnt mit Giovan Giacomo Leonardi (1498–1562) aus Pesaro. Er war Diplomat und Festungsbaumeister. 1540 ernannte ihn Herzog Guidobaldo II. della Rovere zum Grafen von Montelabbate und gestattete ihm und seinen Nachfolgern, den Namen der Dynastie Della Rovere als Beinamen zu führen. Die Familie lebte in den nächsten Jahrhunderten im Schloss von Montelabbate und in einem Palazzo in Pesaro, der sich bis heute erhalten hat.

### Mähren
Gian Giacomo Leonardi Montelabate della Rovere heiratete am 3. März 1737 Gräfin Maria Amalia Rottal, die zweitälteste Tochter des Grafen Franz Anton Rottal (1690–1762), mit dem das Geschlecht im Mannesstamm erlosch. Franz Anton Rottal hinterließ seiner Tochter Maria Amalia Schloss und Herrschaft Bistritz am Hostein. Es ist nicht bekannt, weshalb der dem Pesareser Adel entstammende Gian Giacomo nach Mähren kam. Möglicherweise besteht ein Zusammenhang mit der Musikbegeisterung des Grafen Franz Anton Rottal. In den 1730er Jahren waren Musiker aus Pesaro in seinem Opernhaus auf Schloss Holešov engagiert, darunter der Komponist und Intendant Eustachio Bambini. Gian Giacomo wurde 1753 von Erzherzogin Maria Theresia in ihrer Eigenschaft als Königin von Böhmen in den böhmischen Freiherrenstand erhoben. In den 1760er Jahren beauftragte das Ehepaar Montelabate Franz Anton Grimm mit dem Aus- und Umbau ihrer Residenz Schloss Bistritz. Gian Giacomo Montelabate und Maria Amalia Rottal hatten drei Töchter, die in den österreichischen Hochadel einheirateten und den Sohn und Erben Franz Anton Graf Montelabate (1748–1804). Dieser übernahm 1789 die Herrschaft und gründete eine Manufaktur für Fayencen.

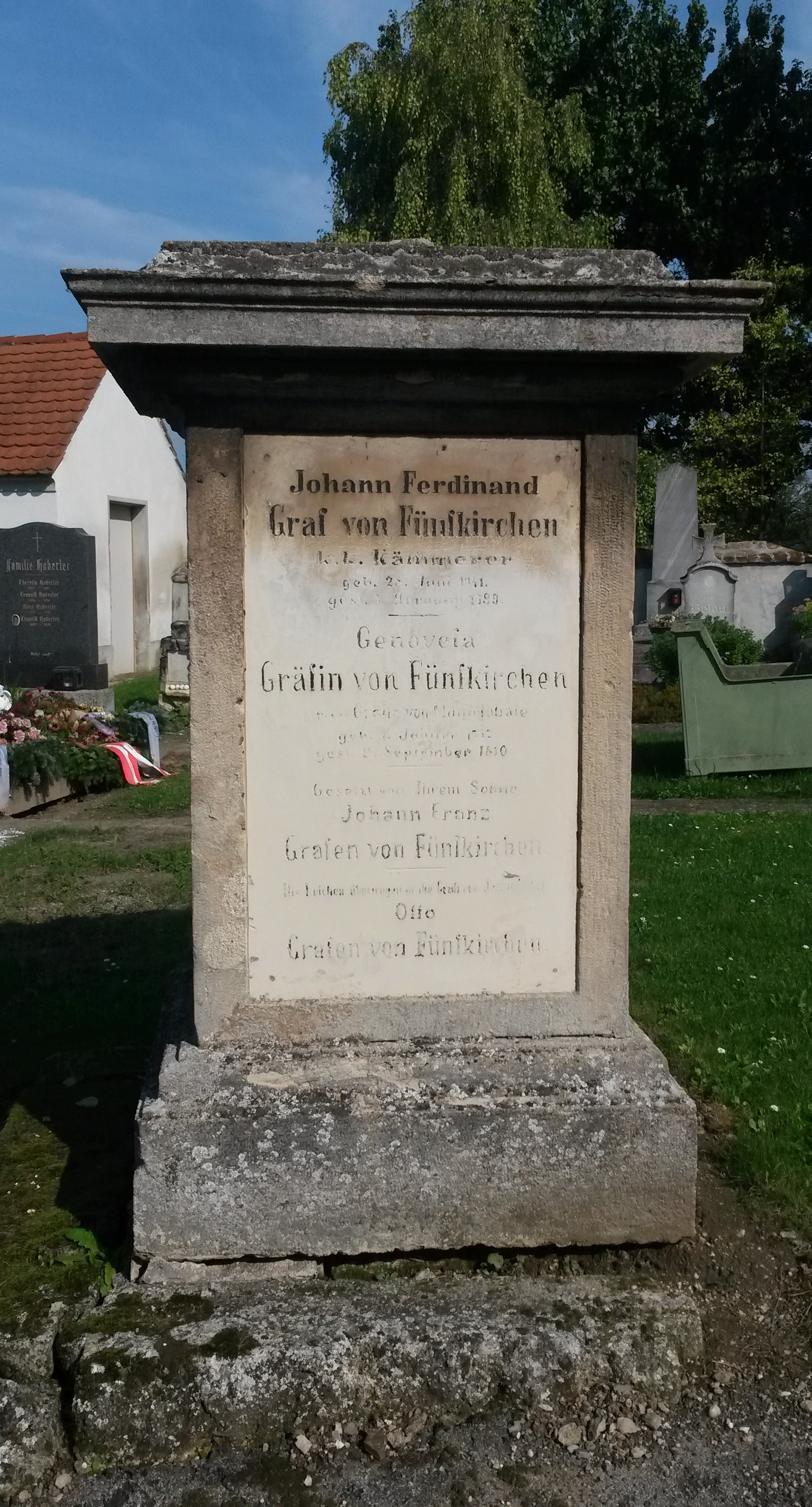
Gedenkkreuz der Genoveva Montelabate vor der Familiengruft der Grafen Fünfkirchen in Stützenhofen, Österreich

### Wengersky-Montelabate
Mit dem Tod von Graf Fanz Anton Montelabate 1804 starb die Familie im Mannesstamm aus und das Stammschloss in Montelabbate fiel an den Kirchenstaat. Der Familienbesitz in Mähren mit Schloss und Herrschaft Bistritz ging an seinen Neffen Johann Graf Wengersky, Sohn aus der ersten Ehe seiner Schwester Genova Gräfin Montelabate. 1805 erhielt er die Erlaubnis, Name und Wappen seines Onkels zu übernehmen und nannte sich fortan Johann Graf Wengersky-Montelabate. Er starb 1827 ohne Nachkommen und hinterließ seinen Besitz seinem Neffen Freiherrn Olivier von Laudon, Sohn seiner Halbschwester Gräfin Amalia Fünfkirchen aus der zweiten Ehe seiner Mutter Genoveva Gräfin Montelabate, dessen Nachkommen das Schloss bis 1933 besaßen und bewohnten.
Maria Theresia Gräfin Montelabate (* 1751), verheiratete Gräfin Cobenzl, erbte von ihrer Tante Gräfin Marianna Dietrichstein, geborene Rottal, das reiche Gute Napajedl. Da ihre eigenen Kinder früh verstarben, adoptierte sie Franziska Fünfkirchen, die Enkelin ihrer Schwester Genoveva Gräfin Montelabate. Über Franziska ging das Gut an den Grafen Georg von Stockau und dessen Nachkommen; danach durch Heirat an die Baltazzis.

## Stammliste

### Pesaro-Urbino
1. Francesco di Stefano ⚭ Maddalena Borgogelli
  1. Giovan Giacomo Leonardi (1498–1562)
  2. Antenore (1501–1581)
    1. Francesco Maria
      1. Giovan Giacomo II (1564–1639) ⚭ Eleonora Mamiani Della Rovere
        1. Francesco Maria II. (1595–1636)
          1. Francesco Maria III (1637–1704) Leonardi della Rovere Montelabate ⚭ Beatrice Traviera
            1. Giacomo Leonardi della Rovere Montelabate (1656–1687) ⚭ Margerita Santinella Contessa della Medola
              1. Ippolito Leonardi della Rovere Montelabate (1685–1745) ⚭ Catherina Contessa Bianchelli
                1. Gian Giacomo Leonardi Montelabate della Rovere (1710–1795)

### Mähren
1. Gian Giacomo Leonardi Montelabate della Rovere (1710–1795) ⚭ Maria Amalia Rottal (1719–1798)
  1. Walburga Gräfin Montelabate (1737–1787) ⚭ Leopold Graf Lamberg (* 1732)
  2. Genoveva Gräfin Montelabate (1741–1810) 1. ⚭ 1764 August Emanuel Graf Wengersky (1727–1768)[12]; 2.⚭ Graf Johann Ferdinand Fünfkirchen
    1. Johann Graf Wengersky-Montelabate (1764–1827)
    2. Amalia Gräfin Fünfkirchen (* 12. März 1776) ⚭ Alexander Freiherr von Loudon
    3. Johann Franz de Paula Graf Fünfkirchen (* 26. Mai 1777; † 31. Mai 1815) ⚭ Sophie op dem Hamme
      1. Franziska Gräfin Fünfkirchen (1801–1870), adoptiert von Maria Theresia Gräfin Cobenzl, geb. Gräfin Montelabate

  3. Franz Anton Graf Montelabate (1748–1804)
  4. Maria Theresia Gräfin Montelabate (* 1751) ⚭ Johann Ludwig Graf Cobenzl
    1. per Adoption: Franziska Gräfin Fünfkirchen (1801–1870) ⚭ Graf Georg Stockau (1806–1865)
      1. Friedrich Graf Stockau (1832–1884) ⚭ Mathilde Gräfin Chorinsky
        1. Marie Therese Gräfin Stockau (1859–1949) ⚭ Aristide Baltazzi (1853–1914)

      2. Georg Graf Stockau (1837–1922) ⚭ Evelyne Baltazzi (1854–1901). Gemeinsam mit seinem Schwager Alexander Baltazzi holte er den Leichnam seiner Nichte Mary Vetsera aus Mayerling ab.[13]

Besitzungen
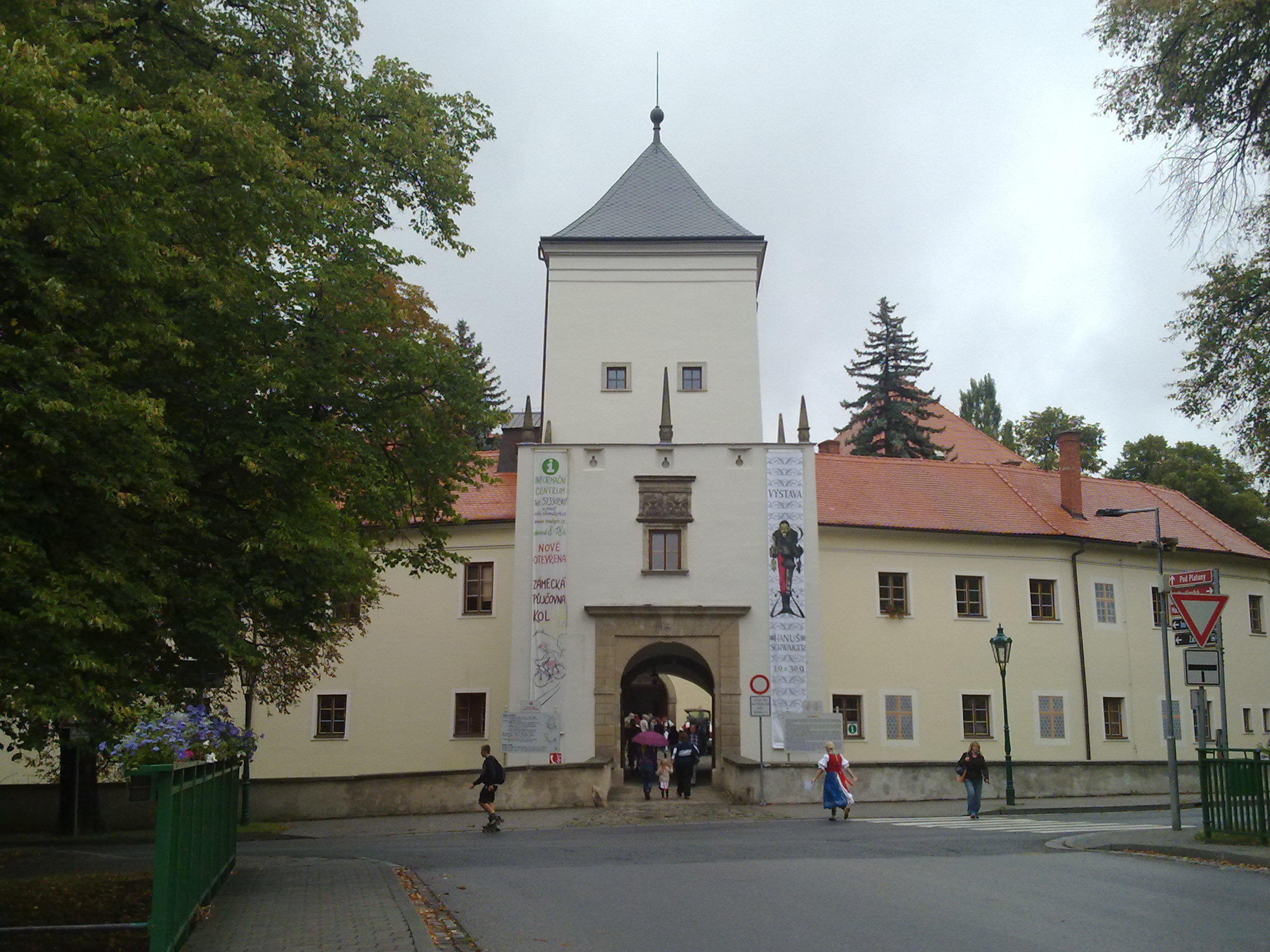
Schloss Bistritz
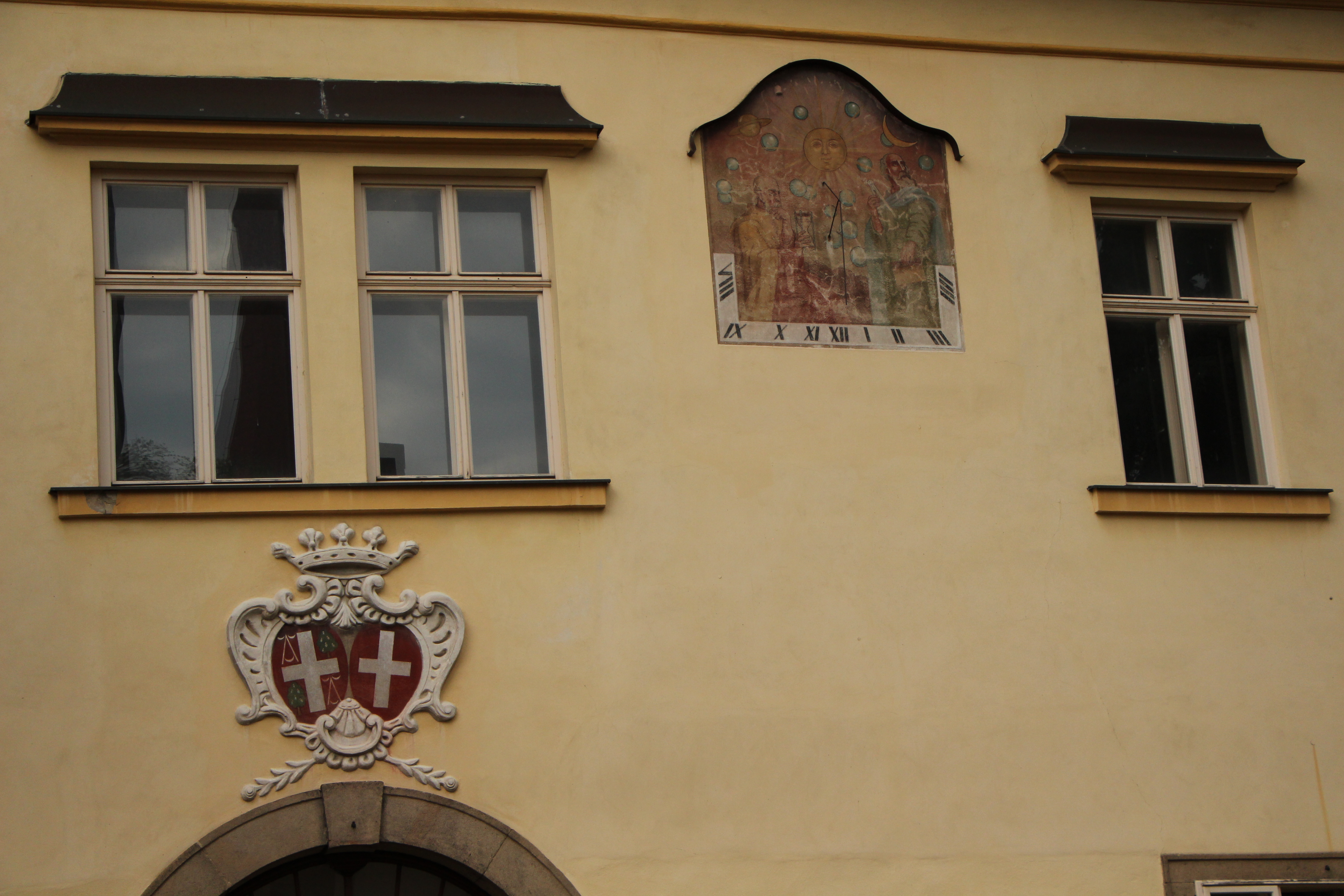
Allianzwappen der Montelabate und der Rottal über dem Eingangstor von Schloss Bistritz

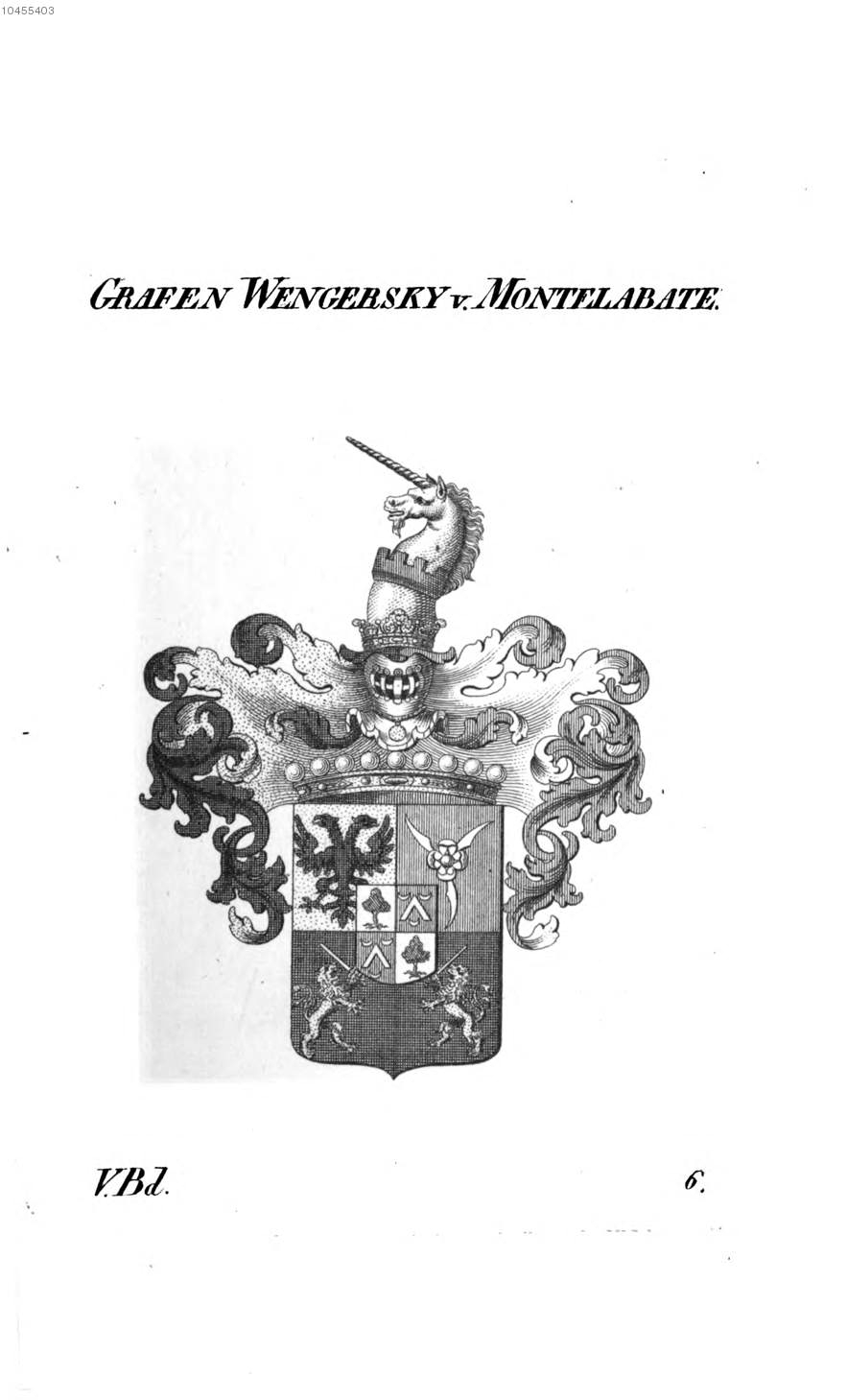
Das Wappen der Wengersky-Montelabate mit dem Montelabate als Herzschild

## Wappen
Das geviertelte Wappen zeigt in Gold auf grünem Boden einen belaubten, grünen Baum. In einem Viertel auf rotem, im anderen auf blauen Grün einen goldenen Sparren, begleitet von liegenden goldenen Monden. Der Baum im Wappen dürfte von den Della Rovere übernommen worden sein, die der Familie 1540 gestatteten, den Namenszusatz Della Rovere zu führen.

## Namensschreibweise
Der Name der Familie wie auch die Schreibweise ist sehr variantenreich. So verzeichnet Adalbert Král in seinem 1904 erschienenen heraldischen Werk Der Adel von Böhmen, Mähren und Schlesien die Erhebung in den böhmischen Freiherrnstand 1753 von Johann Jakobs Leonardi della Rovere, Graf von Monte Cabbate. Im selben Werk wird auf Seite 166 seinem Enkelsohn Johann Graf Wegersky per Diplom von 1805 das Recht verliehen, den Namen der ausgestorbenen Grafen von Montelabate mit dem seinigen zu vereinigen. Daneben sind die Schreibweisen Montelabbate, Montelabate oder Monte l'Abbate zu finden.